# Margaret Marland
Pour les articles homonymes, voir Marland.
Margaret Marland (née le 15 février 1934) est une femme politique provinciale canadienne de l'Ontario. Elle fut présente à l'Assemblée législative de 1985 à 2003 et servit aussi comme ministre dans le cabinet de du gouvernement de Mike Harris.

## Biographie
Marland travailla comme consultante bancaire et assistante dentaire avant de faire son entrée en politique en tant que commissaire scolaire du district scolaire de Peel en 1974. Commissaire scolaire jusqu'en 1978, moment où elle devient conseillère municipale (en) du district #3 de Mississauga.

## Politique
Élue député progressiste-conservateur de la circonscription de Mississauga-Sud en 1985, elle sera réélue en 1987, 1990, 1995 et 1999. En 2003, elle est défaite par le libéral Tim Peterson par une courte majorité de 234 voix.
Elle endosse la candidature de Larry Grossman (en) lors de la course à la chefferie du parti progressiste-conservateur en 1985 qui remplacera Frank Miller.
Tentant de devenir présidente de l'Assemblée législative, elle est défaite par Al McLean en 1995. Lorsque ce dernier démissionne en raison d'allégations d'inconduites sexuelles en 1996, Marland était le premier choix de Mike Harris pour le remplacer. C'est finalement Chris Stockwell (en) qui obtint le poste. Elle effectue son entrée au cabinet en tant que ministre sans portefeuille avec une responsabilité pour les Enfants en 1997. Son passage au cabinet se termina en février 2001.